# Francisco García Paramés
Francisco García Paramés (Ferrol, 22 de diciembre de 1963) es un gestor de inversiones español. Conocido en España como «el Warren Buffett español», es considerado como uno de los gestores europeos más importantes e influyentes en el mundo de las inversiones financieras, llegando a gestionar casi 10000 millones de euros en el año 2014. En 1989 se incorpora a la empresa Bestinver Asset Management, perteneciente a la multinacional Acciona.
Autodidacta, su estilo de gestión se basa en la aplicación estricta de los principios de la inversión en valor (Benjamin Graham, Warren Buffett, Peter Lynch), en el marco de la teoría austriaca del ciclo económico. Se considera un seguidor fiel de la gestión de Warren Buffett, con el que ha intercambiado opiniones.
Es licenciado en Económicas por la Universidad Complutense de Madrid y MBA del IESE Business School (Universidad de Navarra).
El 7 de marzo de 2006 sufrió un grave accidente de avioneta del que salvó la vida junto a otros dos directivos de la misma compañía y en el que fallecieron el piloto y el director financiero de Bestinver.
El 23 de septiembre de 2014 dimitió de Bestinver por diferencias con Acciona, propietaria de la gestora.
El 7 de mayo de 2016 fue investido doctor honoris causa en negocios por la Universidad Francisco Marroquín de Guatemala.
El 11 de mayo de 2016 se anunció públicamente su regreso en septiembre del mismo año a la gestión de fondos de inversión. 
 El 26 de septiembre de 2016 se reveló que abriría su propia gestora. A finales de ese mismo año comenzó su propia gestora de fondos denominada Cobas Asset Management SGIIC, con sede en Madrid.

## Biografía

### Primeros años
Nace en Ferrol en una familia de clase media. Sin embargo, su familia pronto se instala en Madrid. Su padre era ingeniero naval y subdirector de Industrias Navales y su madre ama de casa. Con dieciséis años se aficiona a la lectura gracias a las recomendaciones de un íntimo amigo, algo que según sus propias palabras será un rasgo esencial de su personalidad. Realiza Ciencias Económicas y Empresariales en la Universidad Complutense de Madrid. En esos años llega a plantearse la carrera diplomática, idea que abandona poco después.  En 1985, durante el último año de la carrera, se encuentra por casualidad con un ejemplar de la revista Business Week, hecho que inicia su interés por el mundo de las empresas. En 1989, al finalizar su MBA en el IESE en Barcelona, se incorpora a Bestinver Asset Management donde, tras 2 años como analista de valores españoles, comienza a gestionar carteras y fondos.

¿Por qué hago lo que hago?, ¿cuál es mi motivación? (...) Ya he dicho que ser analista encajaba con una manera de ser reflexiva y tímida, y esto, junto al apoyo de la lectura, formaba una buena base para mi desarrollo personal. El trabajo en sí mismo me resultaba gratificante. Ya se sabe que la sensación de dominio de una tarea crea afinidad hacia ella y no es necesario tener una idea preconcebida de predestinación. Simplemente las cosas ocurren así.
Francisco García Paramés, Invirtiendo a largo plazo (2016), p. 72

### Trayectoria
Su trayectoria como gestor de inversiones podría resumirse a la luz de la rentabilidad obtenida por sus fondos de renta variable española que en el periodo 1993-2007 triplican la del índice de referencia (IGBM). En 1997 comienza a gestionar también renta variable internacional, consiguiendo situarse en posiciones líderes en el mercado de fondos extranjeros comercializados en España, con una rentabilidad acumulada desde 1998 hasta 2007 que multiplica por siete la obtenida por el índice de referencia (MSCI World Index). Gracias a sus rentabilidades, Paramés ha conseguido convertir a Bestinver en el referente europeo del value investing, junto al francés Jean-Marie Eveillard de First Eagle.
Paramés es conocido en el mundo financiero por la fe que mantiene en su filosofía de inversión, gracias a la que evitó invertir en valores tecnológicos en el 2000 o en compañías del sector bancario e inmobiliario en el 2007. Poco dado a salir en la prensa, cada año reúne a sus inversores en una conferencia (al estilo de la ofrecida por Warren Buffett en Omaha) en la que junto con los otros dos gestores de los fondos de Bestinver, Álvaro Guzmán de Lázaro y Fernando Bernad Marrase, explica su visión de la gestión que realizan.
En septiembre de 2014 Francisco García Paramés anuncia su marcha de Bestinver debido a las diferencias con la familia Entrecanales accionistas de referencia de Acciona y propietaria de Bestinver. 
Tras los dos años que figuraban en su contrato como periodo de no competencia, en septiembre de 2016, Paramés anuncia que decide constituir una nueva gestora para ser fiel a sus principios de inversión, llamada Cobas Asset Management.

## Libros publicados
- García Paramés, Francisco (2016). Invirtiendo a largo plazo. Deusto. ISBN 978-84-234-2567-9.